# Белгородский университет кооперации, экономики и права
Белгородский университет кооперации, экономики и права — высшее учебное заведение потребительской кооперации вне централизованной системы кооперации с центром в г. Белгороде.

## История
Белгородский университет кооперации, экономики и права был создан как Белгородский кооперативный институт на основании Постановления Совета Министров СССР от 21 августа 1980 г. № 714 «Об организации кооперативного института в г. Белгороде» на базе Белгородского филиала Полтавского кооперативного института, открытого с 20 июня 1978 года.
Высшее образование в Белгородском филиале Полтавского кооперативного института получало тогда 90 студентов по двум специальностям: «Экономика торговли» и «Бухгалтерский учет». Филиал имел в своем составе 19 преподавателей.
Развивая материально-техническую базу, укрепляя профессорско-преподавательский состав, научный потенциал в 1994 году Белгородский кооперативный институт приобрел сначала статус академии, а в декабре 1996 года — статус университета.
В мае 2011 года образовательное учреждение высшего профессионального образования «Белгородский университет потребительской кооперации» было реорганизовано в форме преобразования в Автономную некоммерческую организацию высшего профессионального образования «Белгородский университет кооперации, экономики и права», которая является полным правопреемником имущественных прав, обязанностей, обязательств в отношении всех кредиторов и должников образовательного учреждения.
В ноябре 2011 года общероссийская общественная организация «Ассоциация юристов России» по результатам проведенной общественной аккредитации вуза включила университет в перечень аккредитованных образовательных учреждений высшего профессионального образования, осуществляющих подготовку юридических кадров. В 2017 году вуз был повторно аккредитован по образовательным программам «БАКАЛАВРИАТ» и «МАГИСТРАТУРА» (программа: «Гражданское право, семейное право, международное частное право») укрупненной группы направлений и подготовки специальностей «Юриспруденция».
С 2014 года в БУКЭП работает единственная в стране кафедра ЮНЕСКО по кооперации «Образование для устойчивого развития кооперативов».
В 2014 году университет по итогам мониторинга эффективности российских вузов был признан Рособрнадзором неэффективным и требующим реорганизации. Претензии надзорного ведомства касались Воронежского и Нальчикского институтов кооперации (филиалов)  Белгородского университета кооперации, экономики и права. В итоге данные филиалы были упразднены.
В рейтинге Ассоциации негосударственных вузов России за 2016 год  университет занял второе место.
По данным рейтинга российских вузов «Национальное признание» 2019, опубликованных ООО «УниверЭксперт – Академический критик», БУКЭП вошёл в первую категорию – «Лучшие вузы 2019» – где занял 140 место.

## Факультеты и кафедры БУКЭП
1. Факультет экономики и менеджмента
  - Кафедра маркетинга и менеджмента
  - Кафедра экономики
  - Кафедра бухгалтерского учета, анализа и статистики
  - Кафедра финансов и таможенных доходов
  - Кафедра русского языка и деловых коммуникаций
  - Кафедра теории и истории кооперативного движения
  - Кафедра иностранных языков
2. Юридический факультет
  - Кафедра теории и истории государства и права
  - Кафедра гражданского права и процесса
  - Кафедра уголовного права и процесса
  - Кафедра административного и финансового права
  - Кафедра трудового и предпринимательского права
  - Кафедра гуманитарных, социальных и правовых дисциплин
3. Факультет общественного питания и товароведения
  - Кафедра естественнонаучных дисциплин
  - Кафедра гостинично-туристического сервиса, коммерции и рекламы
  - Кафедра технологии общественного питания и товароведения
4. Факультет таможенного дела и информационных технологий
  - Кафедра таможенных операций и таможенного контроля
  - Кафедра информационных систем и технологий
  - Кафедра информационной безопасности
  - Кафедра физической культуры и спорта
5. Факультет заочного обучения
6. Факультет среднего профессионального образования №1 – экономики, сервиса и туризма
7. Факультет среднего профессионального образования №2 – факультет информационных систем, права и общественного питания
8. Подготовительный факультет для иностранных граждан[10]

## Филиалы
В состав университета ещё входят кооперативные институты (филиалы) в городах Ставрополь, Курск и Липецк.